# Zoophthorus microstomus
Zoophthorus microstomus är en stekelart som först beskrevs av Thomson 1884.  Zoophthorus microstomus ingår i släktet Zoophthorus och familjen brokparasitsteklar. Arten är reproducerande i Sverige. Inga underarter finns listade i Catalogue of Life.